# 雨芳恋歌 センセイ。わたし、もうオトナだよ……
『雨芳恋歌「センセイ。わたし、もう、オトナだよ……」』（うほうれんか センセイ わたし もう オトナだよ）は、2011年6月24日にキャラメルBOXミルク味より発売された18禁ゲーム、およびそれを原作とするアダルトアニメ。

## 概要
本作は“友達以上恋人未満”という関係を過激な性描写を交えて描いたアダルトゲームであるが、“初々しさ”や“優しさ”をテーマにしており、寝取られといった暗い要素は含まれていない。
システム上の特徴としては、射精する場所を選択するという機能が搭載されていることがあげられる。

## 歴史
- 2011年6月24日 - Windows用パッケージ版 発売。
- 2011年8月19日 - Windows用DL版 発売。
- 2012年6月29日 - アダルトアニメ『テレエロおっぱい・夏恋〜いちゃハメ蒸れる真夏の果実〜』発売。

2012年11月30日 - アダルトアニメ『ちっパイ従順・渚〜嗜虐的なデレエロレシピ〜』発売。

## あらすじ
不景気による廃校のため、先生の仕事を失った上里良平は、故郷にいる父親から代理教師としてと頼まれた。いざ来てみると、父親は豊平屋という民宿に泊まるように命じ、良平は家から追い出されてしまった。だが、それは民宿に来ていた2人の女性との恋のはじまりだった。

## 登場人物
※OVA版声優は非公表。
上里 良平（うえざと りょうへい）
本作の主人公。代理教師として帰郷した。
ぼんやりしていて流されやすいが、神経質なところもある。

### メインヒロイン
叶 夏恋（かのう かれん）
声：遠野そよぎ
身長：168cm B：86 W：58 H：86
豊平屋の経営者夫婦の娘。世話好きな性格を生かして若女将を務めている。
深夜に裸で海水浴場のシャワールームまで歩こうとしていたところを良平に見つかって以来、良平と肉体関係を続けている。
渚のことは実の妹のようにかわいがっている。
津嘉山 渚（つかやま なぎさ）
声：野神奈々
身長：154cm B：78 W：59 H：84
良平が代理教師で来た学校で、教え子となる少女。
良平とは顔見知りで、お兄ちゃんと呼んで慕っていた。

### サブキャラクター
津嘉山 汀
渚の姉で、良平と一緒に都会へ行っていた。

## スタッフ
- シナリオ：おくとぱす・四畳半
- キャラクターデザイン・原画：クロサキ

### 楽曲
- 音楽：Funczion SOUNDS
- 主題歌：雨芳恋歌（作詞：MYU / 作・編曲：BB / 歌：Marica）

## 関連商品

### OVA
いずれも、PoROから発売。
- 上巻『テレエロおっぱい・夏恋〜いちゃハメ蒸れる真夏の果実〜』
  - 2012年6月29日発売
- 下巻『ちっパイ従順・渚〜嗜虐的なデレエロレシピ〜』
  - 2012年11月30日発売